# Arquebisbat de Białystok
L'arquebisbat de Białystok (polonès: Archidiecezja białostocka; llatí: Archidioecesis Bialostocensis) és una seu metropolitana de l'Església Catòlica al Polònia. Al 2012 tenia 357.703 batejats sobre una població de 432.298 habitants. Actualment està regida per l'arquebisbe Edward Ozorowski.

## Territori

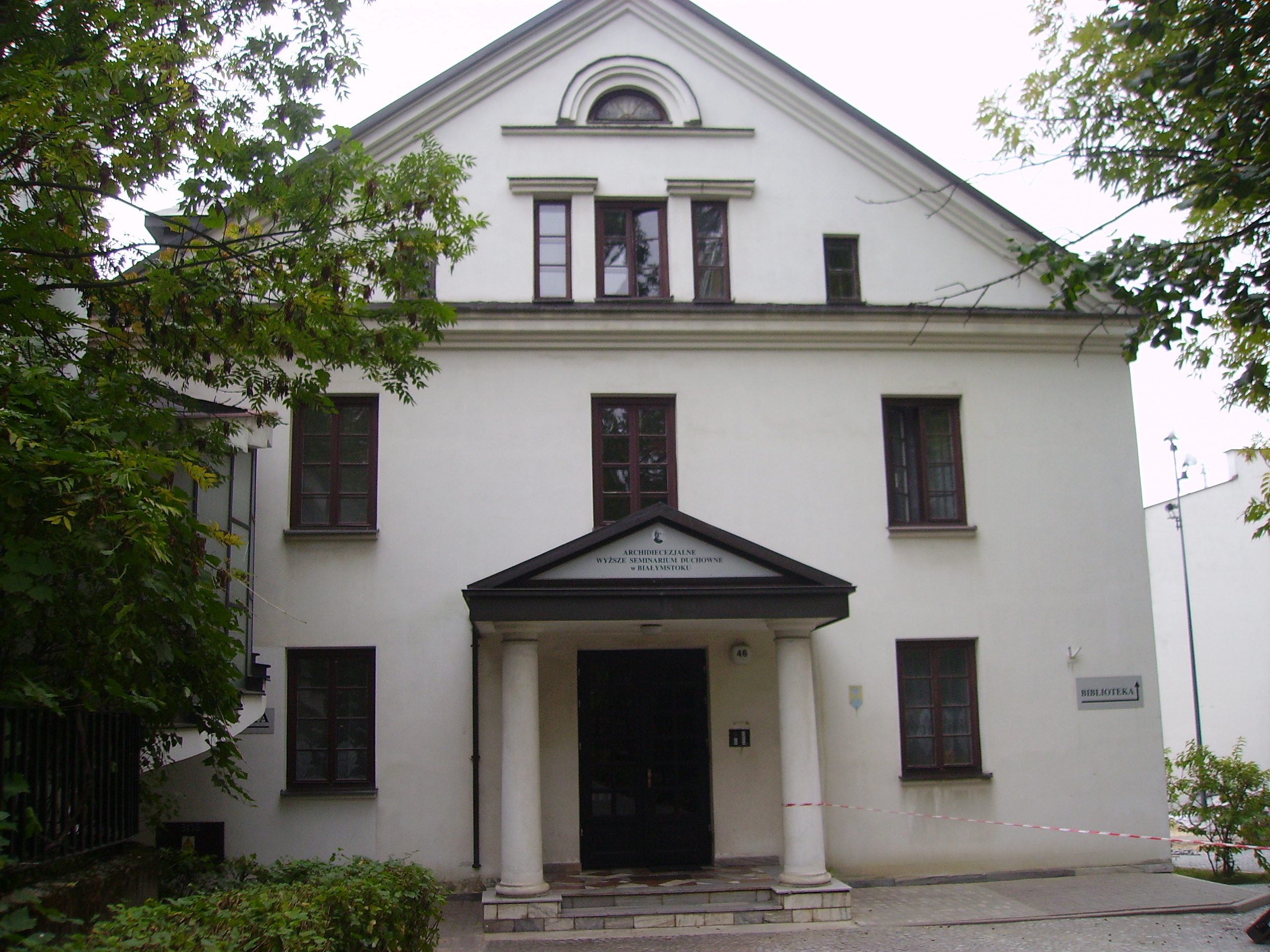
L'entrada del seminari arxiepiscopal de Białystok.

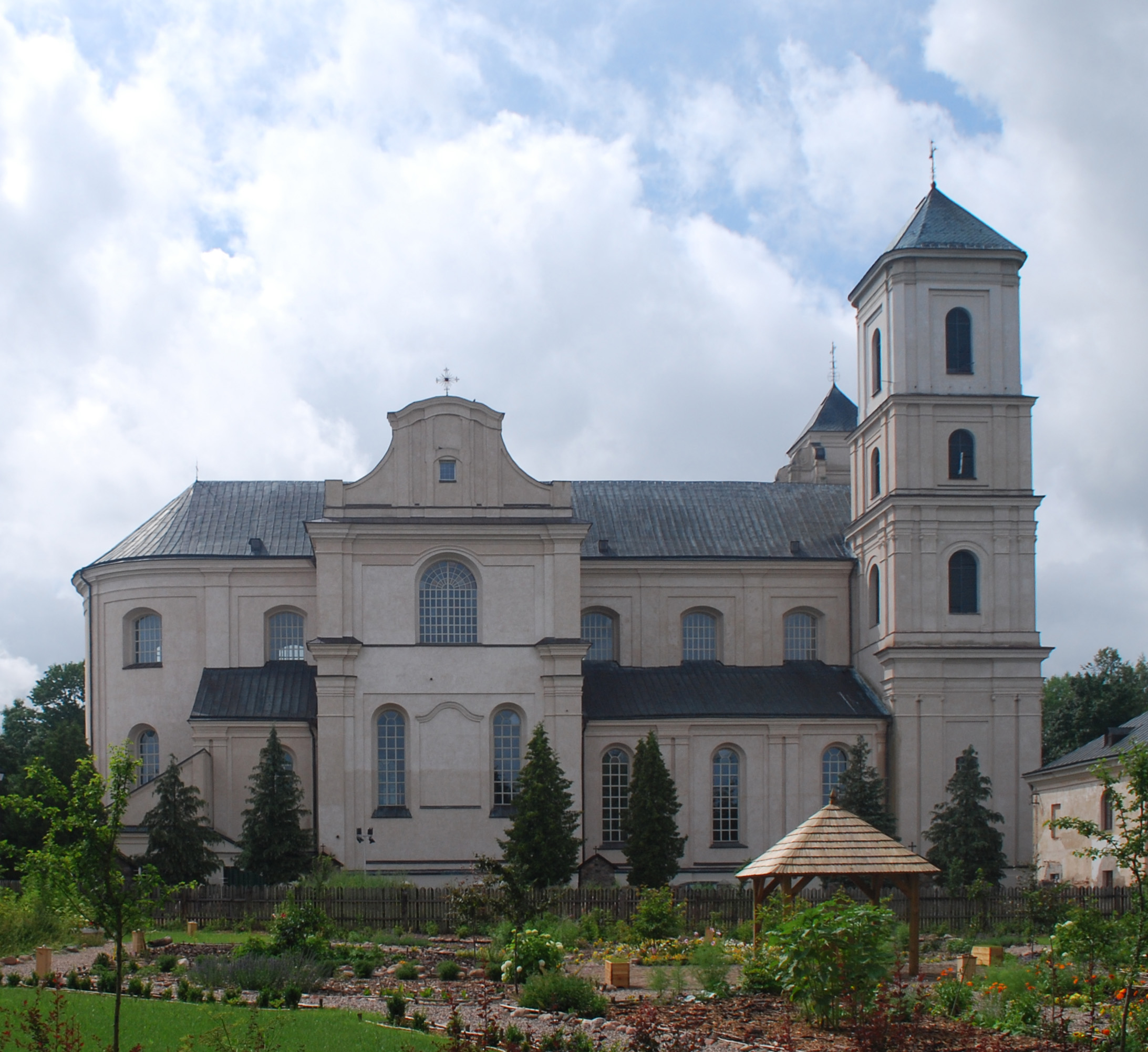
El santuari marià de Różanystok.

L'arxidiòcesi comprèn la part centre-oriental del voivodat de Podlàquia.
La seu arxiepiscopal és la ciutat de Białystok, on es troba la catedral de l'Assumpció de Maria Verge.
El territori s'estén sobre 5.550 km² i està dividit en 13 deganats i en 114 parròquies.

### Sufragànies
La província eclesiàstica té com a sufragànies les diòcesis de:
- Drohiczyn
- Łomża.

## Història
La diòcesi de Białystok va ser erigida el 5 de juny de 1991, prenent el territori a l'arquebisbat de Vílnius.
Aquell mateix juny de 1991 va rebre la visita del Papa Joan Pau II.
El 25 de març de 1992, en l'àmbit de la reorganització de les diòcesis poloneses volguda pel Papa Joan Pau II, amb la butlla Totus tuus Poloniae populus, va ser elevada al rang d'arxidiòcesi metropolitana.

## Cronologia episcopal
- Edward Kisiel † (5 de juny de 1991 - 15 de maig de 1993 jubilat)
- Stanisław Szymecki (15 de maig de 1993 - 16 de novembre de 2000 jubilat)
- Wojciech Ziemba (16 de novembre de 2000 - 30 de maig de 2006 nomenat arquebisbe de Varmia)
- Edward Ozorowski, des del 21 d'octubre de 2006

## Estadístiques
A finals del 2012, la diòcesi tenia 357.703 batejats sobre una població de 432.298 persones, equivalent al 82,7% del total, sent la diòcesi britànica amb més catòlics.
| any  | població | població | població | sacerdots | sacerdots       | sacerdots       | sacerdots             | diaques | religiosos | religiosos | parròquies |
| ---- | -------- | -------- | -------- | --------- | --------------- | --------------- | --------------------- | ------- | ---------- | ---------- | ---------- |
| any  | batejats | total    | %        | total     | clergat secular | clergat regular | batejats por sacerdot | diaques | homes      | dones      |            |
| 1999 | 377.911  | 456.925  | 82,7     | 330       | 321             | 9               | 1.145                 |         | 10         | 191        | 93         |
| 2000 | 373.538  | 453.744  | 82,3     | 333       | 324             | 9               | 1.121                 |         | 10         | 217        | 93         |
| 2001 | 357.849  | 434.826  | 82,3     | 341       | 327             | 14              | 1.049                 |         | 16         | 195        | 92         |
| 2002 | 367.173  | 445.247  | 82,5     | 343       | 328             | 15              | 1.070                 |         | 18         | 191        | 100        |
| 2003 | 371.001  | 441.818  | 84,0     | 358       | 341             | 17              | 1.036                 |         | 20         | 201        | 105        |
| 2004 | 370.450  | 434.826  | 85,2     | 418       | 401             | 17              | 886                   |         | 20         | 201        | 107        |
| 2006 | 453.546  | 512.487  | 88,5     | 394       | 374             | 20              | 1.151                 |         | 23         | 198        | 112        |
| 2012 | 357.703  | 432.298  | 82,7     | 374       | 353             | 21              | 956                   |         | 26         | 178        | 114        |